# 검은꼬리저빌
검은꼬리저빌(Gerbilliscus nigricaudus)은 황무지쥐아과에 속하는 설치류의 일종이다. 에티오피아와 케냐, 소말리아, 탄자니아의 해발 최대 1,500m 이하에서 발견된다. 자연 서식지는 건조 사바나 지역과 아열대 또는 열대 기후 지역의 건조 관목 지대, 농지이다.